# Доксология
Доксоло́гия (от греч. δόξα — «слава» и λόγος — «слово») — молитва в христианстве, выражающая славословие Богу в конце Молитвы Господней. В широком смысле термин «доксология» относят к любой молитве, в которой воздают славу Господу.

## История
Я́ко Твое́ есть Ца́рство и Си́ла и Сла́ва, Отца́ и Сы́на и Свята́го Ду́ха, ны́не и при́сно и во ве́ки веко́в. Ами́нь.

Заключительное славословие (доксология) не сразу приняло нынешний вид Троицы, так, в ранних греческих и сирийских рукописях славословие записывали следующим образом:
- В Ватиканском кодексе отсутствует.
- «Ибо Твоя есть Сила и Слава во век» — в греческом Дидахе славословие-Двоица без «Царства» и «аминь» в конце.
- «Потому что Твоё — Царство и Слава во век веков, аминь» — сирийские Curetonian Gospels[англ.] без «Силы», славословие-Двоица.
- «Потому что Твоё — Царство Сила Слава во век веков, аминь» — сирийская Пешитта без союзов «и», славословие-Троица.
- «Ибо Твоё есть Царство и Сила и Слава во век, аминь» — в Греческой церкви сегодня славословие-Троица.

## Православие
В Православной церкви «славословием» может называться следующее:
1. Великое славословие в конце праздничной утрени[1]: Слава в вышних Богу…
2. Вседневное славословие — будничный вариант Великого славословия.
3. Малое славословие перед Шестопсалмием трижды Сла́ва в вы́шних Бо́гу, и на земли́ мир, в челове́цех благоволе́ние.(Лк. 2:14)Затем дважды Го́споди, устне́ мои́ отве́рзеши, и уста́ моя́ возвестя́т хвалу́ Твою́.(Пс. 50:17)
4. Краткое славословие Сла́ва Отцу́ и Сы́ну и Свято́му Ду́ху, и ны́не, и при́сно, и во ве́ки веко́в. Ами́нь.
5. Заключительное славословие, например, в конце молитвы «Отче наш» И́бо Твое́ есть ца́рство и си́ла и сла́ва во ве́ки веко́в. Ами́нь.Или в виде возгласа священника в конце любой ектении, а также в конце многих православных молитв.
6. Аллилуйя.
7. Славословие Анафоры Свя́т, Свя́т, Свя́т Госпо́дь Савао́ф, испо́лнь Не́бо и земля́ сла́вы Твоея́: Оса́нна в вы́шних, благослове́н Гряды́й во и́мя Госпо́дне. Оса́нна в Вы́шних.
8. Славословные и хвалительные псалмы, например, псалмы 8, 9, 17, 18, 20, 23, 26, 28, 29, 32, 33, 41, 44, 45, 46, 47, 48, 49, 62, 64, 65, 66, 67, 71, 74, 75, 76, 80, 83, 84, 86, 91, 92, 94, 95, 96, 97, 98, 99, 102, 103, 104, 105, 106, 107, 110, 112, 116, 117, 134, 135, 143, 144, 145, 146, 147, 148, 149, 150.

## Католицизм
Латинский гимн Gloria in Excelsis Deo («слава в вышних Богу»), входящий в состав мессы, а также заключительные фразы многих христианских благодарственных молитв и гимнов. В узком смысле термин «доксология» применяется к части анафоры, в которой воздаётся слава Богу. В Католической церкви латинского обряда все четыре используемые в современной практике евхаристические молитвы заканчиваются одинаковой доксологией Per ipsum et cum ipso et in ipso, est tibi Deo Patri omnipotenti, in unitate Spiritus Sancti, omnis honor et gloria per omnia saecula saeculorum («через Христа, со Христом и во Христе Тебе, Богу Отцу Всемогущему, в единстве Духа Святого всякая честь и слава во веки веков»). Во время произношения доксологии пресуществлённые Тело и Кровь Христа возносятся служащими священниками над престолом. Эта доксология присутствовала в богослужении Западной церкви с древних времён и упомянута уже в сакраментарии Геласия (V век). Возношение Даров, с одной стороны, символизировало факт свершившегося пресуществления, с другой стороны позволяло лучше увидеть Дары и воздать им почтение присутствующим на богослужении христианам.